# Star Wars Episodio III: La vendetta dei Sith (videogioco)
Star Wars Episodio III: La vendetta dei Sith (Star Wars Episode III: Revenge of the Sith) è un videogioco pubblicato da LucasArts nel 2005 ispirato all'universo di Guerre stellari e principalmente all'Episodio III della serie cinematografica, da cui trae il nome.
Si incentra su Obi-Wan Kenobi e Anakin Skywalker durante la fine delle guerre dei cloni. Ci sono 17 livelli, insieme a oltre 12 minuti di pezzi di filmati prelevati dai film. Fa parte dell'Universo espanso.
È stato pubblicato il 4 maggio 2005, per PlayStation 2, Xbox, Game Boy Advance e Nintendo DS. Inoltre, una versione è stata resa disponibile per i telefoni cellulari, il 2 aprile. Le versioni del gioco per GameCube e PlayStation Portable sono state cancellate. La versione per PlayStation 2 è stata ri-pubblicata in Europa su PlayStation Network l'11 febbraio 2015.

## Modalità di gioco
Nella modalità giocatore singolo, il giocatore controlla Anakin Skywalker o Obi-Wan Kenobi, rivivendo varie scene del film attraverso le missioni del gioco. Ci sono 17 livelli, intrecciati con oltre 12 minuti di scene tratte dal film.
Il sistema di combattimento del gioco è fortemente incentrato sul combattimento con spada laser. Ciascuno dei personaggi giocabili (con l'eccezione delle Guardie Magne) è dotato di almeno una spada laser. Ci sono tre attacchi di base: attacchi veloci che fanno il minor numero di danni, attacchi pesanti che fanno più danno, ma sono più lenti da eseguire e i più lenti ma più forti attacchi critici. Questi attacchi possono essere mescolati per crearne alcuni combinati. Una caratteristica del gioco è chiamato un "Saber Block" (blocco della spada), una parte in cui il personaggio del giocatore si scontra con la spada laser dell'avversario.
Il gioco è dotato di un sistema di esperienza, per cui il personaggio del giocatore può aggiornare attacchi e acquisirne di nuovi con l'andare avanti nel gioco. Ogni abilità, con l'eccezione dell'uso della Forza, può essere aggiornato a livelli più potenti.
Oltre alle tecniche offensive, sono disponibili anche tecniche difensive. Il personaggio del giocatore devia automaticamente una percentuale di colpi di Blaster, ma altri colpi e attacchi devono essere deviati manualmente. A parte i poteri della Forza o il combattimento con la spada laser, ogni personaggio ha un certo numero di attacchi fisici da cui si possono ottenere combo. Quasi tutti i personaggi hanno un calcio che può immediatamente mandare gli avversari a terra.
L'ambiente di gioco è interattivo, permettendo, nei casi che lo richiedono, al giocatore di prendere di spostarsi e distruggere gli oggetti con la spada laser o i poteri della Forza.

### Modalità multiplayer
Il gioco offre anche una modalità duello multiplayer, in cui due giocatori si affrontano uno contro l'altro in una battaglia spada laser. I giocatori possono scegliere di utilizzare Obi-Wan Kenobi, Anakin Skywalker, il Conte Dooku, il Generale Grievous, Mace Windu, Cin Drallig o la sua apprendista Serra Keto. Possono essere sbloccati anche Dart Fener e "Ben Kenobi" di Episodio IV.
Ogni battaglia può essere vinta con il meglio di uno, tre o cinque round, a seconda delle opzioni scelte. Inoltre, tutti i personaggi hanno la stessa salute ed energia, con tutti gli aggiornamenti che si possono ottenere per Anakin e Obi-Wan nella modalità giocatore singolo. Tuttavia, tutte le tecniche aggiornate e il Potere della Forza sono disponibili e tutti gli altri personaggi hanno abilità speciali.
Oltre ai costumi originali trovati in tutta la campagna single-player, ogni personaggio ha un costume diverso che viene utilizzato quando entrambi i giocatori scelgono lo stesso personaggio. Alcuni di questi costumi raffigurano versioni Sith di alcuni personaggi Jedi.

## Trama
Il gioco segue la trama del film, incorporando pezzi di filmati dal film e fondendoli bene con l'atmosfera del gioco. Sono comprese le parti riguardanti gli eventi su Anakin Skywalker oppure Obi-Wan Kenobi, con differenze radicali tra i due. Come Obi-Wan, il gioco è molto centrato sulla distruzione del perfido Generale Grievous, mentre i livelli di Anakin si centrano sulla sua conversione al Lato Oscuro e sullo sterminio dell'ordine Jedi, includendo l'attacco al Tempio Jedi in cui Anakin affronta Cin Drallig. Le versioni per Game Boy Advance e Nintendo DS sono molto simili alla versione per console, a parte la modalità di scorrimento di queste due piattaforme.

### Finale non canonico
La missione "Vendetta dei Sith" dà al giocatore l'opportunità di giocare come Anakin durante il duello su Mustafar, con l'obiettivo di sconfiggere Obi-Wan Kenobi. Il duello è uguale a quello canonico eccetto il finale, dove Anakin evita la lama di Obi-Wan durante il salto sulla spiaggia di lava e colpisce il suo Maestro, uccidendolo. Anakin quindi saluta il suo nuovo Signore, Palpatine, mentre si avvicina dopo essere sceso dal suo shuttle. Dopo aver ricevuto una nuova spada laser (rossa) e sentito Palpatine dire "Ben fatto, ora non avremo più ostacoli, la Galassia ci appartiene", Anakin con la nuova arma uccide il Signore Oscuro e dichiara che la Galassia è nelle sue mani. I Clone trooper gli puntano i Blaster contro, ma in breve si convincono di avere un nuovo padrone da servire. Non si sa se Sidious abbia ucciso Yoda nella camera del Senato, oppure se sia sopravvissuto al duello. In questo caso, il saggio Jedi potrebbe essere un pericoloso ostacolo al piano di conquista della Galassia del giovane "Prescelto".

### Livello bonus
In aggiunta ai livelli della storia, ci sono livelli bonus e personaggi in più che il giocatore può sbloccare, come Yoda, Grievous, una Gran Guardia IG-100 e Dart Fener. Un livello bonus prevede l'incontro tra Dart Fener e il vecchio Kenobi come visto nell'Episodio IV.

## Differenze tra il film e il gioco
La trama del gioco rispecchia in gran parte il film su cui si basa. Tuttavia, ci sono alcune differenze fondamentali tra il gioco e il film, e alcune scene e battaglie del film sono estese nel gioco. Per esempio, più Jedi sono visti essere uccisi durante l'esecuzione di Ordine 66, durante il quale il giocatore prende il controllo di Dart Fener per sterminare i Jedi in tutta la missione. Inoltre, il personaggio di Padmé Amidala, essenziale nella vicenda del film, è completamente assente (salvo per una breve menzione da parte di Anakin).

## Personaggi nel gioco

### Personaggi giocabili
- Anakin Skywalker
- Conte Dooku
- Dart Fener
- Generale Grievous
- Guardia Magna
- Obi-Wan Kenobi
- Serra Keto
- Cin Drallig
- Mace Windu
- Ben Kenobi (solo nella missione bonus)
- Yoda (solo nella missione bonus)

### Personaggi non giocabili
- Droide da battaglia aerea
- Droide granchio
- Droide rampino
- Clone trooper
- Clone Jetpack
- Clone assassino
- Cecchino clone
- Clone artigliere
- Cavaliere Jedi
- Padawan Jedi
- Bruto Jedi
- Cecchino Jedi
- Jocasta Nu

## Doppiaggio
| Personaggio         | Doppiatore          |
| ------------------- | ------------------- |
| Obi-Wan Kenobi      | James Arnold Taylor |
| Anakin Skywalker    | Mat Lucas           |
| Mace Windu          | Terrence C. Carson  |
| Grievous            | Matthew Wood        |
| Palpatine           | Nick Jameson        |
| Dooku               | Corey Burton        |
| Rune Haako          | Corey Burton        |
| Serra Keto          | Kari Wahlgren       |
| Clone trooper       | Andrew Chaikin      |
| Nute Gunray         | David W. Collins    |
| Droide da battaglia | David W. Collins    |
| Yoda                | Tom Kane            |
| Cin Drallig         | Tom Kane            |
| Guardia neimoidiana | Tom Kane            |
| Bruto Jedi          | Tom Kane            |
| Leader Jedi         | Tom Kane            |
| Dart Fener          | Scott Lawrence      |
| Jocasta Nu          | Alethea McGrath     |
| Padawan Jedi        | Scott Menville      |
| Guardie di Grievous | Jarion Monroe       |